# Five Nights at Freddy's 1
Five Nights at Freddy's (укр. П'ять ночей із Фредді) — багатоплатформова інді-відеогра в жанрах point-and-click та survival horror, розроблена у 2014 році Скоттом Коутоном, на рушію Clickteam Fusion 2.5. Вихід гри для персональних комп'ютерів відбувся 8 серпня 2014 року. 27 серпня відбувся вихід для Android та 11 вересня для iOS. 29 жовтня 2019 року була випущена на консолях PlayStation 4, Xbox One та Nintendo Switch.
Перша у серії відеоігор Five Nights at Freddy's.

## Сюжет
Головний герой гри Майк Шмідт влаштувався на роботу нічним охоронцем в сімейну піцерію «Freddy Fazbear's Pizza», що належить вигаданій компанії «Fazbear Entertainment». До Майка там працював інший охоронець, і саме він залишає голосові повідомлення щоночі (доти пір, поки його не вб'ють у четверту ніч, після чого в п'яту ніч будуть тільки спотворені звуки), в яких пояснює похмурі таємниці історії піцерії. Він пояснює Майку, що чотири аніматронних персонажа (ведмідь Фредді, заєць Бонні, курка Чіка і лис Фоксі) ночами оживають, аби їх сервоприводи не закисли від довгого простою. Телефоніст (колишній охоронець; або частіше зветься Фон-гай) також пояснює йому, що якщо один з аніматроніків зустріне людину вночі, він подумає, що вона ендоскелет без костюма, і робот «насильно запхне» її в запасний механічний костюм Фредді, що вб'є людину.
Протягом всієї гри будуть зустрічатися газетні вирізки та історії з телефонних дзвінків, в яких стає зрозуміло, що репутація ресторану дуже сильно постраждала. Колишній охоронець згадав інцидент «Укус 87-го», в якому аніматронік відкусив дитині лобову частку голови. Вирізки з газет в Східному коридорі свідчать, що в піцерії сталося масове вбивство, яке імовірно відбулося, коли чоловік заманив п'ятьох дітей в задню кімнату і стратив їх. Пізніше в ресторан стали надходити скарги на те, що аніматроніки стали неприємно пахнути та почали виділяти кров та слиз навколо очей та рота. Один з відвідувачів порівняв їх з «ожилими душами», натякаючи, що мертві тіла дітей приховані всередині аніматроніка, і примари померлих володіють ними. Після сьомої ночі Майка Шмідта звільняють за непрофесіоналізм і поганий запах.

## Розробка та вихід
Ідея створення Five Nights at Freddy's спала на думку Скотту Коутону у той момент, коли його попередню гру Chipper & Sons Lumber Co. дуже гостро критикували через анімацію персонажів. Персонажів цієї гри назвали «аніматронні персонажі», а критик Джим Стерлінг назвав гру страхітливою. Недивлячись на доволі негативний відгук журналістів про Chipper & Sons Lumber Co. Скотт не опустив руки й скористався критикою, щоб зробити хорор гру. Коутон використав рушій Clickteam Fusion 2.5, а для моделювання та візуалізації 3D-графіки Autodesk 3ds MAX. На створення гри Скотту знадобилось 6 місяців.
Five Nights at Freddy's вийшла на платформі цифрової дистрибуції Desura 8 серпня 2014 року. 20 серпня гра вийшла в Steam. Версія для Android вийшла 27 серпня в Google Play. 11 вересня гра також вийшла на iOS. Версія для Windows Phone вийшла 5 грудня, але через п'ять днів після вихід гра була видалена з магазину Microsoft через графічний зовнішній вигляд порту.
На початку осені 2019 року Скотт заявив, що хоче випустити гру на сучасних консолях. В листопаді того ж року з'явилась інформація про вихід гри на Nintendo Switch.

## Ігровий процес
У піцерії нічна зміна триває з 12 години ночі до 6 години ранку. За гравцем полюють чотири аніматроніка: ведмідь Фредді, кролик Бонні, курка Чіка і лис Фоксі.
На відміну від інших ігор, гравець знаходиться в своєму офісі, дивиться на планшет з камерами для відстеження аніматроніків і закриває двері для захисту від атак. Кожен аніматронний персонаж ходить по піцерії і має чіткі шаблони переміщення. Більшість рухів аніматроніка виконують в той момент, коли гравець не дивиться в камеру. Самі камери погано освітлені і спотворені; одна з камер, що знаходиться на кухні не працює. Камери не охоплюють певні області будівлі, зокрема, два коридори зліва і праворуч від програвача. Гравець не може покинути офіс та ходити. Використання планшета з камерами і дверей з ліхтариками, за допомогою яких можна перевірити, чи біля даної кімнати є аніматронік, витрачає енергію; якщо вона закінчиться, камери не працюватимуть, двері відкриються і згасне світло. Щойно це відбудеться, з'явиться ведмідь з блимаючими очами в лівому дверному отворі, під час цього буде грати марш Тореадора. Після випадкової кількості часу, екран стане чорним і Фредді вб'є гравця (за умови, якщо гравець не зміг дожити до 6 години). Після скримера будь-якого аніматроніка, гра вийде на головне меню.
Гра має п'ять рівнів, які іменуються «ночами», кожна з яких триває близько десяти хвилин. З кожною ніччю складність гри підвищується. Як тільки гравець пройде п'ять основних ночей, в ігровому меню з'являється зірочка і відкривається доступ до більш складної, шостої ночі. Завершення шостої ночі відкриває сьому ніч, в яку, на відміну від інших рівнів, гравець може налаштувати штучний інтелект кожного аніматроніка самостійно.

## Відгуки й популярність
Сайт-агрегатор Metacritic оцінив гру на 78 балів зі 100, що вказує на позитивні відгуки. Indie Game Magazine оцінив гру за її простий підхід до жанру хорор, і відмітив, що її художнє направлення та ігрова механіка сприяє негативному відчуттю жорстокої напруженості, підсилюваному тим, що гравець може бути знайомий з подібними ресторанами, як Chuck E. Cheese's, та що «це неймовірно страшний досвід, коли намагаєшся врятувати себе від одного скрімера, якій закінчить гру». В закінчені Five Nights at Freddy's була названа «фантастичним прикладом того, як винахідливість у дизайні й тонкощах гри можуть бути використаними для того, щоб зробити гру справді страшною». Тим не менше, гру критикували за довгий час завантаження при запуску.
Омрі Петтіт з журналу PC Gamer оцінив гру на 80 балів зі 100, відзначивши, що гра взяла підхід «чим менше — тим краще». Атмосферу гри хвалили за виклик у гравця страху та неочікуваної загрози, замість прямої загрози, як в інших іграх жанру survival horror.
Однак ігровий процес розкритикували за однотипність дій, яка опинялася помітною після освоєння гри. Райан Бейтс з Game Revolution дав грі 4.5 із 5 балів, порівнюючи її камеро-орієнтувальний ігровий процес з грою 1992 року Night Trap. Він похвалив мінімалістичну презентацію гри. На завершення він заявив, що відчуває, що гра — «хорор, який зроблено правильно», але дуже короткий.
Eurogamer порівняв тварин-аніматроніків з п
Плачущими янголами-хижими створіннями з всесвіту британського науково-фантастичного серіалу Доктор Хто, через їхні здібності переміщуватися лише в той момент, коли за ними не спостерігають. Softpedia дала грі 4 з 5 зірок, відмітивши, що гра «відрізняється від класичних survival horror ігор від першої особи», але що «нездатніть рухатися в поєднанні з обмеженою потужністю змушує вас почуватися абсолютно безпорадно перед безжальними роботами, які просто хочуть поділитися своєю „любов'ю“ з вами». Гра Five Nights at Freddy's стала лідером за продажами на Desura за перший тиждень. Популярність гри також була помітна завдяки відеороликам в жанрі летсплей на YouTube.

### Персонажі

#### Протагоністи
- Майк Шмідт (англ. Mike Schmidt) — нічний охоронець в піцерії. Старший син фіолетового хлопця, бо в нього є і молодший син, який стає Золотим Фредді. Має блакитні очі, судячи з екрану після його смерті. Після чергування в ресторані впродовж п'яти діб отримує заробітню плату. Як свідчить одна з ігрових теорій, переведений на денну зміну і на 5-ій ночі саме він спалює піцерію, щоб звільнити дух свого сина.
- Телефонний хлопець (англ. Phone Guy) — людина, яка теоретично працювала на посаді охоронця до Майка. Перші чотири ночі інструктує гравця. Під час четвертої ночі стає зрозуміло, що аніматроніки його вбили, або, судячи з відбитку руки на масці Фредді, відбився і припинив говорити через переляк.

#### Антагоністи
- Бонні (англ. Bonnie The Bunny) — фіолетовий кролик з червоним метеликом на шиї та гітарою. Проходить в офіс лише з лівої сторони. Активний в усі ночі, блокує двері для Фоксі. Один з найнебезпечніших супротивників, оскільки чіткої тактики та послідовності в нього нема.
- Чіка (англ. Chica The Chicken) — жовта курка (а не качка, як деякі помилково вважають) зі слинявчиком на шиї з написом «Let's eat!» (укр. Нумо їсти!). На відміну від Бонні ходить тільки з правої сторони. Як і Бонні може подовгу стояти за вікном біля дверей, змушуючи витрачати багато енергії. Блокує двері для Фредді.
- Фоксі (англ. Foxy The Pirate) — червоний лис, одягнений як пірат (має пов'язку на оці, замість правої руки гак). Його тіло в багатьох місцях вкрите суцільними подряпинами. Знаходиться в локації «Піратська Бухта» (англ. Pirate Cove). Активний починаючи з другої ночі, а іноді з першої. Атакує гравця лише з лівої сторони. Активізується тоді, коли гравець занадто багато або занадто мало спостерігає за ним. Якщо ви побачили на камері 2А, як Фоксі біжить по коридору, слід негайно зачиняти ліві двері, інакше через декілька секунд він забіжить у кімнату охоронця і вб'є гравця. Це найнебезпечніший аніматронік.
- Фредді (англ. Freddy Fazbear) — коричневий ведмідь з мікрофоном у лівій лапі. Соліст у групі і лідер аніматроніків. Перші дві ночі вивчає тактику гравця, тому активізується лише з третьої ночі. Якщо він стоїть біля кімнати охоронця, слід терміново зачинити двері, інакше Фредді зникне з камери і нападе на Вас. Також він нападає на Майка з лівої сторони, коли закінчується енергія.
- Золотий Фредді (англ. Golden Freddy, у файлах гри вказаний як «Yellow Bear») — таємний ворог і п'ятий аніматронік. Має роль «пасхалки» у грі. Виглядає як друга версія звичайного Фредді. Знаходиться ймовірно на кухні, де камера не працює. Може з'явитись у кімнаті охоронця, якщо гравець побачив постер з його обличчям або напис «це я» (англ. «it's me») у «Піратській Бухті» на одній з камер з шансом 1-1,5 %. Найзагадковіший аніматронік.